# Euglochina
Euglochina is een ondergeslacht van het geslacht van insecten Dicranomyia binnen de familie steltmuggen (Limoniidae).

## Soorten
- D. (Euglochina) arachnobia (Alexander, 1929)
- D. (Euglochina) bulbibasis (Alexander, 1972)
- D. (Euglochina) captiosa (Alexander, 1932)
- D. (Euglochina) comoroensis (Alexander, 1959)
- D. (Euglochina) connectans (Alexander, 1920)
- D. (Euglochina) curtata (Alexander, 1935)
- D. (Euglochina) curtivena (Alexander, 1922)
- D. (Euglochina) dignitosa (Alexander, 1931)
- D. (Euglochina) dravidica (Alexander, 1951)
- D. (Euglochina) fuscibasis (Alexander, 1922)
- D. (Euglochina) invocata (Alexander, 1948)
- D. (Euglochina) novaeguineae (de Meijere, 1915)
- D. (Euglochina) okinawensis (Alexander, 1925)
- D. (Euglochina) projecta (Alexander, 1929)
- D. (Euglochina) saltens (Doleschall, 1857)
- D. (Euglochina) silens (Alexander, 1948)